# Ньямау, Муньоро
Муньоро Ньямау (род. 5 декабря 1942, Кисии) — кенийский легкоатлет (бег на короткие дистанции), чемпион Игр Содружества, чемпион и призёр двух Олимпиад.

## Биография
На летних Олимпийских играх 1968 года в Мехико Ньямау выступал в беге на 400 метров и эстафете 4×400 метров. В первом виде он сумел пробиться в полуфинал, где пробежал дистанцию со временем 46,3 секунды и выбыл из дальнейшей борьбы. В эстафете команда Кении (Даниэль Рудиша, Муньоро Ньямау, Нафтали Бон, Чарльз Асати), за которую Ньямау бежал на втором этапе, заняла второе место с результатом 2:59,6 секунды, уступив сборной США и опередив команду ФРГ.
На следующей Олимпиаде в Мюнхене Ньямау снова выступал в тех же дисциплинах. В беге на 400 метров он сумел пробиться в четвертьфинал, где показал результат 46,8 секунды, которого оказалось недостаточно для продолжения борьбы. В эстафете команда Кении (Чарльз Асати, Муньоро Ньямау, Роберт Оуко, Джулиус Санг), за которую Ньямау снова бежал на втором этапе, стала олимпийской чемпионкой (2:59,83 с), опередив команды Великобритании и Франции.